# Малько, Сергей Николаевич
Сергей Николаевич Малько (8 ноября 1953, Песочин, Харьковская область — 4 марта 2025) — советский футболист, нападающий, полузащитник. Мастер спорта СССР (1976). Тренер.

## Биография
Начал играть в футбол во дворе, затем выступал за клуб канатного завода в первенстве Харьковской области. Первый тренер — А. Рабинович. В 1972 году играл во второй лиге за харьковский «Маяк», в 1973 — в первенстве области за «Локомотив» Люботин. 8 сентября 1974 года в матче с хмельницким «Динамо» дебютировал в составе харьковского «Металлиста», вылетевшего по итогам предыдущего года во вторую лигу. В 1975 году забив в 36 матчах 8 голов, стал лучшим бомбардиром команды в первой лиге. «Металлист», заняв предпоследнее место, вновь вылетел во вторую лигу, а Малько перешёл в клуб высшей лиги «Днепр» Днепропетровск, где за два года в 56 матчах забил 13 голов. 1978 год провёл в «Динамо» Киев — сыграл 10 матчей, в большинстве из них выходил на замену за 10-20 минут до конца игры. В связи с реконструкцией Центрального стадиона в Киеве команда стала проводить матчи на стадионе «Металлист» в Харькове, после чего Малько вернулся в «Металлист». Дебютировал 28 сентября в матче с «Кривбассом» и вновь помог команде вернуться в первую лигу.
До конца карьеры играл в атакующем трио с Нодаром Бачиашвили и Владимиром Линке. За три с половиной года они вместе забили 108 мячей, из них 25 — Малько. В 1982 году «Металлист» вернулся в высшую лигу. Малько забил в первой же игре — с пенальти в ворота СКА Киев (4:0). Затем не реализовал два пенальти в матчах с «Днепром» и «Динамо» Москва. 8 мая в домашней игре против «Динамо» Тбилиси после подката, совершённого Нодаром Хизанишвили, Малько получил двойной открытый осколочный перелом правой ноги — в дождливую погоду играл без щитков. Перенёс трёхчасовую операцию, провёл три месяца в гипсе, 16 месяцев на больничном и в возрасте 28 лет фактически завершил карьеру в командах мастеров, после чего провёл лишь 8 матчей за «Маяк» в 1985 году. Играл за заводскую команду «Искра» в первенстве области до 1990 года.
Полуфиналист Кубка СССР 1981.
Окончил Харьковский филиал Киевского института физкультуры. Работал тренером в ДЮСШ-8, команде «Элеватормельмаш», ДЮСШ-16, «Металлисте-2».
Скончался 4 марта 2025 года в возрасте 71 года.